# Andrzej Wiśniowski (przedsiębiorca)
Andrzej Wiśniowski (ur. 1965) – polski przedsiębiorca. Założyciel i właściciel firmy i marki Wiśniowski, będącej światowym potentatem na rynku bram garażowych i przemysłowych, systemów ogrodzeniowych oraz stolarki stalowej, aluminiowej i PCW.

## Życiorys
Właściciel i założyciel marki WIŚNIOWSKI, obecnej w ponad 35 krajach na całym świecie.   
W 1989 roku stworzył koncepcję polskiej automatycznej bramy garażowej, urzeczywistniając wizję o technologicznej rewolucji w branży budowlanej.  
Obecnie zatrudnia 2200 pracowników, utrzymując od ponad 30 lat tendencję dynamicznego wzrostu firmy.  
Założyciel fundacji Horyzont360, która wspiera rozwój obszaru Jeziora Rożnowskiego, buduje postawy proekologiczne wśród lokalnej społeczności, kształci w ramach projektu Naukowa Wioska dzieci i młodzież w zakresie stosowania najnowszych technologii w praktyce.  
Właściciel Heron Live Hotel*****. 

## Nagrody i wyróżnienia
- 2013 – zwycięzca 11. polskiej edycji konkursu EY Przedsiębiorca Roku[2],
- 2014 – Brązowy Krzyż Zasługi za zasługi w działalności na rzecz społeczności lokalnej[3],
- 2015 – Odznaka honorowa „Za zasługi dla budownictwa”[4],
- 2016 - Małopolska Odznaka Gospodarcza[5],
- 2017 – „Zasłużony dla gminy Chełmiec'”[6],
- 2018 - Kreator Budownictwa[7]
- 2019 - Diamenty Top Industry - Nagroda OSOBOWOŚĆ BRANŻY[8]
- 2023 - Małopolska Nagroda Rynku Pracy 2023 - nagroda specjalna[9]